# Turismo dei bassifondi

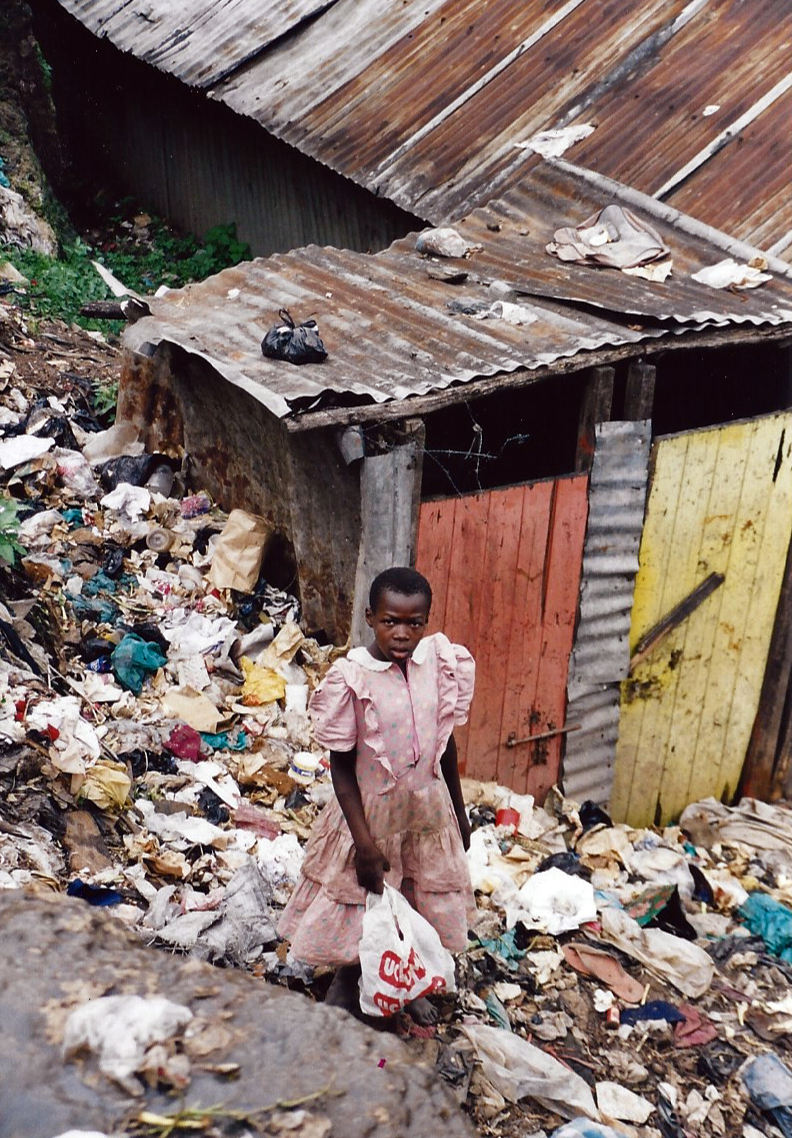
Un ragazzo con un vestito rosa cammina per una discarica a Kibera in Kenya.

Il turismo dei bassifondi, anche detto turismo della povertà, è un tipo di turismo urbano che prevede la visita delle aree più povere o segregate nelle grandi città. Sebbene originariamente, nel XIX secolo, fosse focalizzato su quartieri di Londra e Manhattan, oggigiorno questa modalità di turismo si sta diffondendo in molti altri luoghi, tra cui Sudafrica, India, Brasile, Kenya, Filippine e Indonesia.

## Storia

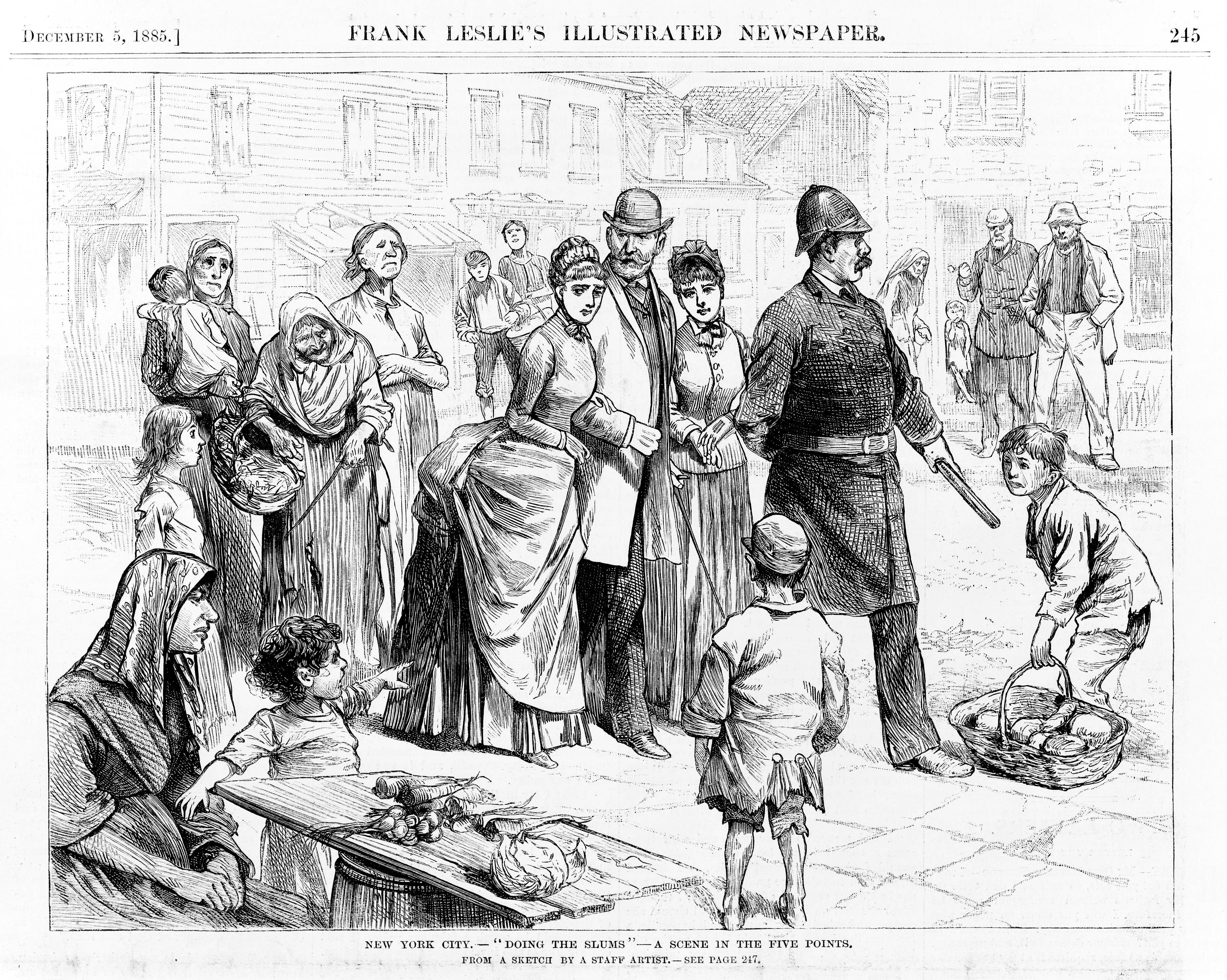
Turismo dei bassifondi a Five Points, Manhattan nel 1885.

Il turismo dei bassifondi nella sua forma attuale, che prevede la partecipazione di operatori turistici, è relativamente nuovo per la società moderna, anche se in passato esisteva in scala limitata.
L'Oxford English Dictionary fa risalire il primo utilizzo della parola slumming al 1884. Le radici di questo fenomeno risalgono infatti all'Inghilterra vittoriana, dove le classi aristocratiche esploravano alcuni dei quartieri più poveri di Londra, come Whitechapel o Shoreditch.
Londra, considerata la capitale politica ed economica del mondo, assistette a una crescita esponenziale della sua popolazione nel XIX secolo, che portò a una catastrofe demografica. L'espansione geografica della città portò alla sua divisione in est e ovest, con i ricchi e gli influenti che si trovavano ad ovest. I quartieri poveri di Londra erano, in confronto, caotici, non civilizzati e terrificanti. Gruppi di donne e di membri del clero visitavano questi quartieri per vedere la stridente differenza tra la loro vita e quella degli altri. La distribuzione di elemosine e l'aiuto ai poveri hanno una lunga storia, come attestano i documenti: le signore dell'aristocrazia andavano tra i poveri, offrendo cibo e piccole donazioni in denaro. Nel XIX secolo, il fenomeno assunse una forma organizzata e iniziò ad essere descritto come un vero e proprio passatempo per le persone abbienti.
In seguito, questa tendenza divenne di moda e si diffuse nel Nuovo Mondo. Verso la fine del 1884, il New York Times parlava della pratica di organizzare feste nelle baraccopoli di New York, con la possibilità di visitare le sale da fumo di oppio a Bowery.
Negli anni '80 del secolo successivo, questa pratica è stata riportata in auge da alcuni attivisti sudafricani, che erano soliti organizzare visite guidate nelle città per istruire i bianchi sulle condizioni di vita della popolazione nera. Questi tour attirarono anche turisti internazionali che volevano avvicinarsi a ciò che era l'apartheid.
Verso la metà degli anni '90, iniziarono ad essere organizzati tour internazionali in zone disagiate di paesi in via di sviluppo, spesso denominate baraccopoli. Questi tour sono diventati nel tempo sempre più popolari, fino a essere pubblicizzati da aziende professionali. A Città del Capo, ad esempio, circa 300 000 turisti visitano la città ogni anno per vedere le cosiddette township.
Prima dell'uscita di The Millionaire nel 2008, Mumbai era una delle principali mete turistiche per i cosiddetti tour delle baraccopoli. Più recentemente, il concetto di turismo delle baraccopoli ha cominciato ad attirare maggior attenzione sia da parte dei media che del mondo accademico. Nel dicembre 2010, si è tenuta a Bristol la prima conferenza internazionale sul turismo dei bassifondi, con la creazione di un social network per persone che lavorano in tale settore.

## Descrizione
Il turismo dei bassifondi si concentra principalmente nelle aree urbane dei paesi in via di sviluppo, con baraccopoli che spesso hanno nomi specifici.
I tour delle baraccopoli sono solitamente visite guidate della durata di circa tre ore, che si svolgono a piedi o in auto. Alcuni organizzatori offrono ai turisti la possibilità di visitare le abitazioni o i luoghi di lavoro, mentre la guida, spesso fluente nella lingua inglese, racconta la vita nelle baraccopoli, poiché a causa delle barriere linguistiche i turisti non hanno la possibilità di comunicare direttamente con i residenti locali. Molti tour, tra cui quelli a Rio de Janeiro e Mumbai, includono anche una terrazza panoramica dell'hotel che offre una vista sull'intera bidonville. Questi tour sono solitamente divisi in due categorie: culturali e di intrattenimento. I tour culturali sono sicuramente i più diffusi; hanno un forte valore educativo, cercando di mostrare come vivono i residenti nelle aree disagiate e le funzioni della comunità. I tour di intrattenimento si concentrano invece sulle emozioni forti.
I tour delle baraccopoli non sono una prerogativa solo dei paesi in via di sviluppo: a Chicago, ad esempio, è possibile fare un tour delle zone nere, ovvero le più povere della città; a New York sono disponibili i tour dell'East Harlem e del Bronx; a Praga, Londra e Amsterdam, i senzatetto esperti del luogo possono accompagnare i visitatori lungo i sentieri malfamati. A Göteborg, è possibile passare la notte su una panchina del parco o in un edificio abbandonato vicino ai senzatetto locali per una piccola somma di denaro.
Il costo delle visite nei bassifondi di solito è basso e spesso parte dei soldi raccolti viene donata a fondi di beneficenza per migliorare le condizioni di vita dei poveri, fornendogli un'istruzione in centri comunitari o scuole. Ad esempio, a Londra, l'80% della somma viene destinata alla guida senza tetto, mentre il 20% va a un'organizzazione di volontariato che aiuta i senzatetto a procurarsi vestiti e altri beni di prima necessità, mentre il tour della discarica della città messicana di Mazatlán è gratuito, ma i visitatori portano sandwich e bottiglie d'acqua per i poveri.
Negli Stati Uniti, dopo l'uragano Katrina, vi è stato un boom di visite turistiche verso il quartiere di Lower Ninth Ward, una zona notoriamente violenta e povera di New Orleans.
Sempre negli Stati Uniti, una fetta di turismo è orientata verso i ghetti, luoghi storicamente abitati da afroamericani che hanno dato vita alla scena gangsta rap. Alcuni esempi includono la 8 Mile Road di Detroit, famosa per essere la rotta di viaggio nel film di Eminem 8 Mile, o Crenshaw Boulevard a South Los Angeles, un'area metropolitana che ha ispirato una generazione di pionieri musicali. L'area Jane-Finch di Toronto, in Canada, sta guadagnando notorietà come un'altra area all'interno di questa transizione.
Anche Charleroi, in Belgio, è considerato un esempio di questo fenomeno in un paese sviluppato.

## Motivazioni
Uno studio del 2010 dell'Università della Pennsylvania ha mostrato che i turisti delle baraccopoli di Dharavi (Mumbai) le visitavano per curiosità, spinti dall'interesse per il confronto sociale, il divertimento, la formazione culturale e l'autosoddisfazione. Inoltre, lo studio ha trovato che la maggioranza dei residenti delle baraccopoli era ambivalente riguardo alla questione dei tour, mentre la maggioranza dei turisti ha riferito sentimenti positivi durante le visite, con grande interesse e curiosità come sentimenti più diffusi. Molti turisti visitavano le baraccopoli per mettere la propria vita in prospettiva.

## Critiche
Il turismo dei bassifondi è stato oggetto di molte controversie, con molte persone critiche che lo definiscono come "voyeuristico" o "pornografia della povertà". Critiche e difese di questa pratica sono state avanzate nelle pagine editoriali di importanti quotidiani come il New York Times, il Wall Street Journal, il Times e altri. Una delle accuse contro il turismo nelle baraccopoli è che "il divertimento ruota attorno alla povertà, come se fosse qualcosa che può essere sperimentato momentaneamente e poi lasciato alle spalle". Kennedy Odede, opinionista keniota, ha scritto sul New York Times: "Mentre loro scattano foto, noi perdiamo un pezzo della nostra dignità". Durante le festività come Natale o San Valentino, le critiche si sono intensificate, soprattutto perché la popolazione occidentale lo pratica spesso in questi periodi per "sentirsi meglio con se stessa", mentre la maggior parte delle persone trascorre questi giorni con le loro famiglie e le persone care.
Le visite turistiche forniscono lavoro e reddito per le guide e rappresentano un'opportunità per i venditori di souvenir, con guadagni che possono beneficiare la comunità. Questo argomento viene spesso rafforzato, dicendo che i turisti possono essere ancora più generosi se sanno dove vanno i soldi che spendono.
Nel 2013, sono sorte polemiche quando un'azienda ha annunciato i "Real Bronx Tours", visite guidate del Bronx pubblicizzate come "un giro attraverso il vero ghetto di New York... [Il distretto] era famoso per le droghe, le bande, la delinquenza e gli omicidi". Il presidente del distretto Ruben Diaz Jr. e la consigliera Melissa Mark-Viverito hanno condannato la pubblicità di queste visite e hanno dichiarato che "usare il Bronx per vendere il cosiddetto 'ghetto' come esperienza turistica è completamente inaccettabile e un grande insulto alle comunità che rappresentiamo". Questi tour sono stati presto interrotti.